# 印度滴漏咖啡

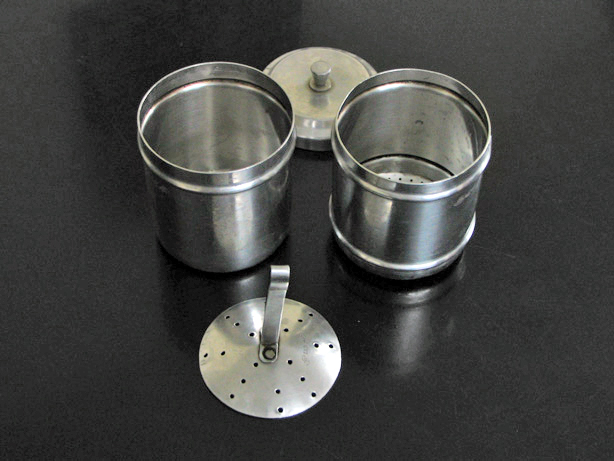
Metal South Indian coffee filter disassembled

印度滴漏咖啡（Indian filter coffee）是印度一種甜牛奶咖啡，在南印度特別風行，例如坦米爾納德邦、卡納塔克邦、安得拉邦。